# Aleksandra Pitak
Aleksandra Pitak (* 27. April 2001) ist eine britische Tennisspielerin.

## Karriere
Pitak spielt hauptsächlich auf Turnieren der ITF Women’s World Tennis Tour, bei denen sie mit ihrer Schwester bislang drei Titel im Doppel gewinnen konnte.
2016 trat sie bei m mit 50.000 US-Dollar dotierten ITF-Turnier mit ihrer Schwester Katarzyna bei der AEGON Eastbourne Trophy mit einer Wildcard im Doppel an. Die beiden verloren aber bereits ihr Erstrundenmatch gegen Georgina García Pérez und Dschulija Tersijska mit 3:6 und 6:71. Auch für die AEGON Surbiton Trophy erhielten die beiden eine Wildcard, verloren aber dort ebenfalls ihre Erstrundenpartie gegen Catalina Pella und Shérazad Reix mit 1:6 und 2:6.
2017 erhielten die beiden Schwestern Wildcards für die AEGON Manchester Trophy, die AEGON Ilkley Trophy und die AEGON Southsea Trophy, wo sie aber jeweils in der ersten Runde verloren. Auch bei den Leipzig Open im August verloren die beiden Schwestern bereits in der ersten Runde gegen Katharina Gerlach und Lisa Ponomar mit 3:6 und 4:6. Bei den Braunschweig Women’s Open 2017 qualifizierte sich Aleksandra über die Qualifikation für das Hauptfeld im Einzel, scheiterte aber bereits in der ersten Runde gegen Cornelia Lister mit 2:6 und 0:6.
2019 erhielten Aleksandra und ihre Schwester Katarzyna Wildcards für das Hauptfeld im Doppel für die LTA GB Pro-Series Shrewsbury und die Reinert Open, scheiterten aber in allen beiden Feldern wiederum bereits in der ersten Runde.

## Turniersiege

### Doppel
| Nr. | Datum              | Turnier             | Kategorie   | Belag     | Partnerin       | Finalgegnerinnen                        | Ergebnis         |
| --- | ------------------ | ------------------- | ----------- | --------- | --------------- | --------------------------------------- | ---------------- |
| 1.  | 22. September 2018 | Batumi              | ITF $15.000 | Hartplatz | Katarzyna Pitak | Aleksandra Kuznetsova Gjulnara Nasarowa | 6:0, 4:1 Aufgabe |
| 2.  | 6. Oktober 2018    | Scharm asch-Schaich | ITF $15.000 | Hartplatz | Katarzyna Pitak | Nikola Breckova Martina Fricova         | 6:2, 6:1         |
| 3.  | 16. November 2019  | Scharm asch-Schaich | ITF W15     | Hartplatz | Katarzyna Pitak | Yeong WonJeong Eunhye Lee               | 7:64, 6:4        |